# Meg & Dia
Meg & Dia – amerykański zespół rockowy założony w 2004 roku. Jego twórczyniami są siostry Meg i Dia Frampton, a w jego skład wchodzą obecnie także: Nicholas Price, Jonathan Snyder i Carlo Gimenez.
Meg & Dia (znany również pod nazwą The Meg & Dia Band) wydał swój pierwszy album, Our Home Is Gone, w 2005 roku. W tamtym czasie skład zespołu stanowiły tylko siostry Frampton, a album zawierał głównie piosenki akustyczne.  Partie wokalne wykonywała Dia, a Meg grała na gitarze i śpiewała chórki. Rok później, zespół wydał drugi album, Something Real, nagrany dla wytwórni Doghouse Records.
W 2007 roku zespół podpisał kontrakt z Warner Bros. Records i w 2009 roku wydał płytę Here, Here and Here pod szyldem należącej do Warnera wytwórni Sire Records. Od lipca 2010 roku po tym, jak Warner Bros Records nie zdecydowało się na przedłużenie kontraktu, zespół nie jest związany z żadną wytwórnią.

## Historia

### Siostry Frampton
Założycielki zespołu, siostry Meg i Dia Frampton pochodzą z St. George w stanie Utah. Mają one koreańskie i anglosaskie korzenie.  Kiedy były dziećmi, Meg otrzymała na Gwiazdkę sprzęt do karaoke, a Dia gitarę. Dia zaczęła śpiewać na lokalnych festynach i w ośrodkach dla emerytów, podczas gdy Meg uczyła się piosenek usłyszanych w radio. Ich ojciec był DJ-em w Korei Południowej, i siostry często słuchały jego bogatej kolekcji nagrań.

### The Meg & Dia Band
“Na Boże Narodzenie, kiedy byłyśmy dziećmi, jak na ironię, to Dia dostała gitarę, a ja sprzęt do karaoke. Szybko jednak odkryłyśmy, co leży w naszej naturze i kim chcemy zostać. Dia skupiła się na swoim głosie i zaczęła dawać koncerty na lokalnych festynach i w ośrodkach dla emerytów. Ja zaczęłam grać piosenki usłyszane w radio lub te, które moi znajomi akurat mieli na CD. Mój tata, kiedy był dwudziestolatkiem, był DJ-em, więc miał całkiem pokaźną kolekcję płyt, której od czasu do czasu słuchałam. Po pierwszym miłosnym zawodzie, kiedy myślałam, że świat się dla mnie kończy, naturalnym sposobem na ukojenie złamanego serca, było napisanie piosenki. Rodzice, oczywiście, jako kochający i wspierający opiekunowie, obsypywali mnie niezasłużonymi pochwałami i zachęcali do kontynuowania pisania. Moja siostra i ja posłuchaliśmy ich i zaczęłyśmy pisać i grać swoje własne utwory” – Meg

### Our Home Is Gone
Meg & Dia w 2005 roku, same wydały swój debiutancki album pt. Our Home Is Gone. Wyprodukowano tylko 1000 kopii, których dystrybucja zajęły się same siostry Frampton. Jako że w zespole były tylko Meg i Dia, album zawierał w większości piosenki akustyczne. Koncertowały głównie jako support, dzieląc scenę z takimi muzykami i zespołami jak: Limbeck, The Format, Melee, An Angle, Koufax i Steel Train.
Po kilku akustycznych koncertach, na których grały piosenki ze swojego debiutanckiego albumu, siostry zdecydowały, że potrzebują mocniejszego brzmienia. W tym celu przyjęły do zespołu perkusistę Nicholasa Price'a, który był mechanikiem Meg po tym, jak ta uczestniczyła w stłuczce samochodowej, a później gitarzystę Kenji Chana. Do zespołu dołączył także basista Ryan Groskreuetz.

### Something Real
W styczniu 2006 roku, Meg i Dia nagrały drugi album pt. Something Real, który wyprodukowali Stacy Jones z zespołu American Hi-Fi i Bill Leffler. Jako zapowiedź albumu, w lipcu 2006 roku, Meg & Dia wypuściły epkę What Is It? A Fender Benderna stronach iTunes i Tower Records. Mini-album What Is It? A Fender Bender zawierał piosenki „Monster” i „Indiana”, które były także częścią nadchodzącego albumu. Pełny krążek został wydany 8 sierpnia 2006 roku. Something Real zawierał nowe nagrania i opracowane na nowo, akustyczne piosenki z płyty Our Home is Gone. Utwory „Indiana”, „Masterpiece” i „Nineteen Stars” zostały nagrane ponownie, tym razem z pełnym zespołem, a część kompozycji „Timmy” została użyta w piosence „Roses”.
We wrześniu 2006 roku, na stronie zespołu Meg & Dia w serwisie Myspace ukazała się informacja, że Kenji Chan odchodzi z kapeli, by skupić się na swojej solowej karierze. Zastąpił go kanadyjski gitarzysta Carlo Gimenez, którego siostry odkryły na YouTube.

### Here, Here and Here
Album Here, Here and Here został wydany 21 kwietnia 2009 roku, ponad rok po tym, jak został nagrany. Sprzedawany był w trzech formatach: na CD, w pakiecie CD+DVD oraz na płytach winylowych. Jest to pierwsza płyta zespołu po podpisaniu kontraktu z Warner Bros. i pierwsza nagrana w dzisiejszym składzie. Muzycznie, album różni się od wcześniejszych dokonań kapeli, głównie w związku z eksperymentami z nowymi instrumentami (smyczki, syntezatory, harmonijka i alternatywne instrumenty perkusyjne) i udziałem gościnnego wokalisty (Tom Higgenson w "Bored Of Your Love"). Tematycznie, album zawiera dojrzalsze tematy, takie jak religia ("Black Wedding") i polityka ("Are There Giants Too, In The Dance?"). W przeciwieństwie do mocno inspirowanego literaturą albumu Something Real, tylko jedną piosenkę z Here, Here and Here można połączyć z powieścią ("Hug Me", zainspirowana przez Nowy wspaniały świat). Kilka utworów zostało napisanych przez Dię w odpowiedzi na jej rozstanie z ówczesnym chłopakiem (m.in. "Going Away").
Pierwszy singiel z nowego album, „What If”, ukazał się 27 stycznia 2009 roku. Drugi singiel, „Black Wedding”, wypuszczono tydzień później. 14 kwietnia 2009 roku, na wyłączność stacji MTV i strony MTV.com ukazał się teledysk do utworu „Black Wedding”.